# جائزة سنغافورة الكبرى 2014
جائزة سنغافورة الكبرى  2014 (بالإنجليزية: 2014 Singapore Grand Prix)‏ هو سباق فورمولا 1 أقيم بتاريخ Sunday، 21 سبتمبر 2014 في حلبة شارع مارينا باي، سنغافورة. كان الرابع عشر من أصل 19 في بطولة العالم لسباقات الفورمولا واحد موسم 2014. حلّ البريطاني لويس هاملتون أولا بينما جاء الألماني سباستيان فيتل في المركز الثاني وحصل على المركز الثالث الأسترالي دانيل ريكاردو.